# Уоррен (Огайо)
Уоррен (англ. Warren) — город в США, штат Огайо, центр округа Трамбулл (англ. Trumbull). Город расположен в северо-восточном Огайо, приблизительно в 22 км к северо-западу от Янгстауна и 24 км к западу от границы с Пенсильванией.
В 2005 население составило 45 796 человек, тогда как согласно переписи 2000 года население было 46 832. Уоррен — часть агломерации «Уоррен—Бордмэн—Янгстаун». В Уоррене родился известный музыкант Дейв Грол